# Neuritis optica
Neuritis optica is een ontsteking van de nervus opticus. In gevallen waarin het intraoculaire (in het oog gelegen) gedeelte van de nervus opticus niet betrokken is, spreekt men van neuritis retrobulbaris (retro = achter, bulbus = (oog)bol). Bij dit type is er geen sprake van papiloedeem, bij neuritis optica sensu stricto wél. De aandoening wordt ook wel neuritis axialis genoemd, omdat met name de middelste (axiale) zenuwvezels van de oogzenuw zijn aangedaan. Deze zenuwvezels vormen de verbinding van de gele vlek met de hersenen, waardoor patiënten met een neuritis optica een sterke visusdaling krijgen in het midden van het gezichtsveld, waarbij de gezichtsscherpte erg laag kan zijn. Naast de visusdaling hebben patiënten ook problemen met het kleuren zien.
Het stellen van de diagnose is veelal moeilijk. Een oogarts zal in het beginstadium geen afwijkingen kunnen vinden aan het oog, ook niet bij het oogspiegelonderzoek. Na enige weken kan bij inspectie van de oogfundus een karakteristieke verbleking van de blinde vlek, de uittreedplaats van de nervus opticus uit het oog, worden gezien, en dan met name van de helft die niet aan de neuszijde zit. Dit wijst op atrofiëring van de aldaar aanwezige zenuwvezels.
Een belangrijke oorzaak van neuritis optica is multiple sclerose. Bij 30% van de gevallen waarvan sprake is van MS, is neuritis optica het eerste symptoom van de aandoening. De aandoening treedt dan meestal eenzijdig op en gaat vaak vanzelf over, alhoewel een hoge dosis intraveneuze corticosteroïden het genezingsproces bespoedigt. Een tweede belangrijke oorzaak van neuritis optica is alcoholmisbruik. Als gevolg hiervan treden namelijk diverse vitaminedeficiënties op, waarvan een vitamine B1-deficiëntie verantwoordelijk wordt gehouden voor neuritis optica, welke in dit geval tweezijdig optreedt. Ten slotte kunnen ook veel virale en immunologische ontstekingen leiden tot een neuritis optica.